# Corretagem
O contrato de corretagem é um negócio jurídico bilateral, de natureza contratual, pelo qual uma pessoa, não ligada a outra em virtude de mandato, de prestação de serviços ou por qualquer relação de dependência, se obriga, mediante remuneração, a agenciar negócios para outra, ou fornecer-lhe informações para a celebração do contrato. Dito de outra forma, o corretor põe um contratante em contato com pessoas para a celebração de algum contrato. As partes do contrato são, de um lado, o corretor, que se obriga a obter um ou mais negócios para a outra, que, por sua vez, é chamada de cliente, comitente, incumbente ou dono do negócio. Diferentemente do mero mediador, o corretor age com parcialidade.
O corretor faz comunicações de conhecimento aos clientes. Quando percebe que houve acordo entre ambos, comunica aquilo que já ocorreu – isto é, o acordo. 
A corretagem dispensa o contato corporal, pois as duas vontades vão diretamente ao corretor. Ele é o instrumento social para abstrair e dispensar a corporalidade dos contratos.O contrato está regulado nos arts. 722 a 729 do Código Civil de 2002.
Remuneração variável
Além das comissões padrão, muitos corretores têm a oportunidade de receber remunerações variáveis através de bonificações e premiações por desempenho. Essas bonificações podem ser oferecidas por imobiliárias ou empresas do setor como forma de incentivar os corretores a atingirem metas específicas. Por exemplo, se um corretor conseguir fechar um número determinado de vendas em um período específico, pode receber uma bonificação adicional que complementa sua comissão.

## História
A regulação do contrato de corretagem ou mediação é inovação do Código Civil de 2002, especialmente no que diz respeito às obrigações do corretor e à sua remuneração. As diversas leis especiais, que regulam a atividade de mediação em áreas específicas (subtipos contratuais) seguem plenamente em vigor. No entanto, alguns autores indicam que o contrato de corretagem já era previsto no velho Código Comercial de 1850, art. 45 e ss. À época, exigia-se que o corretor fosse comerciante com matrícula, de forma que, se não fosse inscrito, não poderia cobrar a remuneração pela sua atividade. Também já era amplíssima a possibilidade de utilização da corretagem no Código Comercial, pois se permitia a intervenção do corretor em todos os contratos comerciais. Apesar disso, a doutrina da época reconhecia que nem sempre a corretagem era ato de comércio.
Já há muitos séculos, a corretagem facilitava as relações jurídicas entre comerciantes nacionais e estrangeiros, pois punha em contato os interessados e auxiliava a elaboração de cláusulas dos acordos, certificando a ocorrência do contrato. Com o tempo, sentiu-se a necessidade de oficialização da atividade, ao menos para certos contratos. Assim, as Ordenações Afonsinas (I.13, §16) já mencionavam os corretores, vedando que fossem procuradores em juízo; já as mesmas Ordenações (III.64, §17) permitiam que o corretor depusesse em juízo, mediante juramento, quanto ao preço da operação. Era uma forma, portanto, de dar maior segurança à operação.

## Características

### Relações com a mediação
O contrato de corretagem é típico e nominado em capítulo próprio no Código Civil de 2002, não se confundindo nem com o mandato, nem com a prestação de serviços, nem com a comissão. É também chamado de mediação, embora esta seja mais ampla, podendo verificar-se em outras modalidades de contrato. O mediador não protege os interesses de nenhuma das partes, sendo imparcial. Ele busca apenas aproximá-las, conciliá-las; já o corretor busca aproximar as partes, mas visa sobretudo a satisfazer os desejos da parte que lhe transmitiu as instruções e que lhe pagará a remuneração.

### Requisitos do corretor e espécies de corretagem
O art. 729 do Código Civil ressalvou a permanência da legislação específica a respeito de determinados tipos de corretagem, que, portanto, não foi revogada com a superveniência do Código Civil de 2002. Nesse sentido, pode-se apontar a existência de legislação específica para duas espécies de corretores:
- corretores oficiais: são os corretores que atuam em esferas onde o Estado prevê maior intervenção no exercício da atividade. São exemplos disso:
  - Corretor de Imóveis – Lei nº 6. 530/78: exige-se que o corretor não esteja impedido de ser comerciante; admite-se seu exercício por pessoas jurídicas, desde que sob a responsabilidade de corretor devidamente habilitado. Ademais, proíbe-se-lhes a aquisição dos imóveis confiados à venda, que é extensiva ao cônjuge, descendentes e ascendentes. Devem também prestar contas, devolver os documentos que receberam e guardar sigilo a respeito das negociações. [2]
  - Corretor de Seguros – Lei nº 4. 594/64
  - Corretor de Valores Mobiliários – Lei nº 2. 146/53: dependem de autorização prévia da CVM, que também lhes fiscaliza a atividade. Realizam as chamadas operações de Bolsa. Geralmente, seus contratos têm por objetivo a compra e venda de títulos de valores mobiliários, podendo ser feitos na própria Bolsa, no mercado de balcão, por conta própria ou de terceiro. Para algumas operações, o cliente costuma outorgar à corretora uma procuração em causa própria. Não há mandato em tais casos.[2]
- corretores livres: são pessoas que, sem designação oficial, exercem o ofício de agenciadores. Pouco importa se há ou não exclusividade, se há ou não caráter contínuo. Há corretores para todas as atividades: de títulos, de mercadorias, de publicidade, e imóveis, de seguros, de navios, etc.[2]

## Natura jurídica

### Uni- ou bilateralidade
A doutrina registra polêmicas a respeito do caráter unilateral ou bilateral do contrato de corretagem. A polêmica era maior sobretudo antes da previsão da corretagem como contrato típico no Código Civil de 2002. Assim, para Caio Mário, a regulação no Código Civil pressupôs tratar-se de contrato bilateral, mas adverte: “[n]ão é pacífica, porém, essa caracterização. Para uns (Riezler, Reuling), é sempre unilateral; para outros (Enneccerus), pode ser bilateral ou unilateral; e para outros ainda (Dernburg, Crome), é sempre bilateral”. A diferença é explicada por Orlando Gomes, que também admite a possibilidade de contrato unilateral ou bilateral. Segundo o autor, será simplesmente unilateral quando, embora a remuneração do corretor seja a contraprestação do serviço que presta, não se obriga ele a cuidar do negócio e a levá-lo a bom termo, inexistindo, pois, interdependência entre o pagamento da comissão e a conclusão do contrato entre as partes que se aproximou. A bilateralidade, porém, pode surgir, pois se admite que não há desfiguração do contrato se houver estipulação condicionando o pagamento da retribuição à circunstância de se concluir o negócio. Obriga o corretor a praticar atos de execução de que se tenha incumbido. Nessa hipótese, o contrato é bilateral. Diante do Código Civil de 2002, porém, não há dúvida de que o contrato é bilateral.

### Consensual
Sendo contrato consensual, a lei não exige observância de nenhum requisito formal, bastando o acordo de vontades, que se prova por qualquer meio. Isso significa que o acordo de vontades é essencial para que seja devida a comissão do corretor, não havendo qualquer pretensão a pagamento aquele que se apresenta voluntariamente, como o que acompanha um possível interessado no negócio. Orlando Gomes, porém, discordava frontalmente dessa afirmação, entendendo não ser necessária sequer a contratação. Segundo o autor, “[a] relação jurídica entre as partes e o corretor não surge exclusivamente do negócio contratual de mediação, pois direitos e obrigações nascem também do simples fato de que o intermediário haja concorrido de modo eficaz para a aproximação das partes na conclusão do negócio. Trava-se a relação jurídica independentemente, nesse caso, de declaração de vontade emitida para a formação do contrato de corretagem, produzindo, entretanto, efeitos idênticos aos que se origina de contrato formal, pois a atividade do mediador se interpreta como se houvesse sido contratado para executá-la”. Nesse sentido já julgaram os tribunais: “[o] contrato de corretagem não exige a observância de requisito formal. Basta o acordo de vontades, que se prova por qualquer meio” ; e o STJ,, que já ressaltou o caráter informal que permeia esse acordo, admitindo-se amplamente a prova testemunhal para a prova do contrato.
Importa relembrar que, apesar de o contrato de corretagem não se subordinar à nenhuma forma legal específica, a cláusula de exclusividade só pode ser pactuada por escrito.

### Onerosidade
O caráter oneroso se justifica em razão de ambas as partes auferirem vantagens ou benefícios. Há uma verdadeira presunção de onerosidade, que torna exigível o pagamento da corretagem, ainda que não seja estipulada. Pouco importa, nesse sentido, se o contrato principal foi executado integralmente, ou se o preço foi recebido por completo. Caso inexista estipulação expressa quanto à remuneração, deve-se observar as leis específicas e o uso local. Não se considera verdadeiro contrato de corretagem a atividade de mediação gratuita. Ambos os contratantes devem suportar também um sacrifício: para o comitente, trata-se do pagamento da comissão e da realização do negócio sem o desgaste de procurar interessados; já para o corretor, trata-se da eventual remuneração como contraprestação de seu trabalho e empenho.

### Aleatório e acessório
O contrato de corretagem é considerado aleatório porque o corretor corre os riscos de não receber nada, nem obter o reembolso das despesas da celebração. O corretor assume o risco de insucesso da aproximação. No entanto, nada impede que haja comutativa ou equivalência das prestações em determinadas corretagens. A doutrina também aponta sua natureza acessória, pois ele prepara a conclusão de outro negócio, que é realizado pelas partes, considerado o principal.

### Obrigação de resultado
A obrigação assumida pelo corretor é de resultado, afinal, ele somente fará jus à comissão se houver resultado útil, isto é, caso haja a aproximação entre as partes do contrato e o negócio realmente se efetive. É o que está no art. 725 do Código Civil. G. Tepedino, porém, discorda: diz que a obrigação é de meio já que o corretor não é considerado inadimplente diante do (simples fato do) desfecho negativo da intermediação. Esta conclusão está alicerçada no caráter aleatório do contrato de corretagem: “nos contratos aleatórios, a álea, ou seja, a ocorrência do evento incerto, não torna o negócio mais ou menos eficaz”, de forma que o contrato “será eficaz tanto na ocorrência quanto na inocorrência do fato aleatório que o caracteriza”.

### Licitude do objeto
O contrato de corretagem só é válido se o seu objeto for lícito. Nesse sentido, haverá ilicitude se o corretor for contratado para mediar tráfico ilícito, como a venda de entorpecentes, a angariação de menores ou mulheres para casas de tolerância, a aliciação de trabalhadores rurais vinculados a outrem e o agenciamento de casamento, por macular a espontaneidade da vontade dos nubentes.

### Capacidade para ser corretor
As regras de capacidade para ser corretor são as mesmas dos contratos em geral. Há duas exceções:
- não pode ser corretor aquele que, por dever legal ou contratual, já está obrigado à prestação da atividade que pretende ter realizado como corretor
- os servidores públicos e autárquicos não podem agenciar contratos com as pessoas a que servem”
- os corretores oficiais não podem naqueles casos em que viger proibição instituída na legislação própria”.[1]

## Deveres do corretor

### Aproximação das partes
A obrigação principal do corretor é a aproximação e a mediação das partes para que elas realizem o negócio jurídico querido. Nesse sentido, o corretor deve envidar todos os seus esforços e dedicar-se à atividade, podendo realizar pesquisas e anúncios, por exemplo. Mas a atividade do corretor pode ser outra, consistindo na prestação de informações necessárias para a conclusão do contrato. Por isso, o art. 723 do Código Civil estabelece que o corretor deve prestar ao cliente todos os esclarecimentos que estiverem ao seu alcance, responsabilizando-se pelos riscos do negócio que não revelar.

### Uso de prepostos
Desde que não haja proibição expressa no contrato, é facultado ao corretor a utilização de outras pessoas para preencher a finalidade do contrato (subcorretor).

### Deveres de informação
O corretor é obrigado a prestar às partes todos os dados e informes que possam interessar à realização do negócio. Essas informações incluem especialmente as circunstâncias que possam influenciar na apreciação da conveniência da realização do contrato, como a situação econômica e financeira do outro contrato, bem como a alteração do valor do bem a ser adquirido. Se ocultar tal informação, deve responder por seu comportamento.
Caso o corretor não revele a um dos contratantes o nome do outro, ele se obriga pessoalmente, sem, todavia, deixar de ser intermediário. Neste caso, estará prometendo por terceiro. É possível também que o corretor se faça fiador da operação, sem que, com isso, deixe de ser corretor. No entanto, não se pode presumir que o corretor seja fiador ou solidariamente responsável pelo adimplemento da obrigação que nasça do contrato principal. Nesse sentido, o STJ decidiu, em 2017, em um caso de corretagem de seguros, que “embora a empresa de seguros responda ‘pelos danos causados ao segurado em razão de eventual conduta culposa, isso não a torna solidariamente responsável pelo pagamento da própria indenização securitária’”. .

### Responsabilidade
A responsabilidade do corretor abrange, sobretudo, as informações que deve prestar às partes a respeito dos riscos do negócio, bem como outras circunstâncias que possam alterar o seu julgamento a respeito da conveniência da operação. Caso não as prestes, responde pela omissão. Por outro lado, sua responsabilidade não abrange o arrependimento posterior das partes, nem a resolução do negócio jurídico. Cabe ressaltar, porém, que o STJ, anteriormente ao Código Civil de 2002, entendia que o arrependimento posterior das partes afetava a remuneração a ser paga pelo dono do negócio. A solução do Código Civil harmoniza-se, porém, com a antiga jurisprudência do STF, segundo a qual “[a]ssiste ao corretor direito ao recebimento da remuneração, desde que o negócio se realize em virtude de sua regular intervenção, pouco importando a inexecução do contrato por culpa dos contratantes”.
Em julgado de 2013, o STJ adaptou-se à nova legislação, entendendo que “[a] assinatura da promessa de compra e venda e o pagamento do sinal demonstram que o resultado útil foi alcançado e, por conseguinte, apesar de ter o comprador desistido do negócio posteriormente, é devida a comissão de corretagem". No caso de desistência do negócio antes da assinatura da escritura pública, decidiu o STJ que “é possível fazer recair sobre aquele que voluntariosamente rompeu o compromisso de compra e venda a obrigação de pagar a comissão, não incidindo, todavia, nas hipóteses em que o arrependimento é motivado”.
Nas situações de arrependimento motivado, o arrependimento de uma das partes prejudicada a remuneração do corretor. Nesse sentido, teve o STJ, em julgado de 2019, de analisar se “é devida a comissão de corretagem na hipótese em que houve superveniente desistência quanto à celebração do contrato de compra e venda de imóvel, motivada por posterior ciência da existência de várias demandas judicias em desfavor de  pessoas jurídicas das quais os promitentes vendedores são sócios”. E decidiu o STJ que os corretores “não atuaram com prudência e diligência na mediação do negócio, porque lhes cabia conferir previamente sobre a existência de eventuais ações judicias que pendiam em desfavor dos promitentes vendedores – ou das pessoas jurídicas de que são sócios -, a fim de proporcionar aos promissários compradores todas as informações necessárias à segura conclusão da avença”. Em conclusão: se o arrependimento posterior é motivado, como no caso de descoberta de diversas ações judiciais que ameacem a eficácia da aquisição do bem, o arrependimento impede que o corretor receba a sua remuneração, pois inadimpliu seu dever de informação quanto aos riscos.
Em relação à corretagem para aquisição de bens imóveis, o STJ entendeu que não haveria direito à remuneração em caso de descoberta posterior de ação de desapropriação sobre o bem, que não fora informada pelo corretor às partes. Decidiu, então, o STJ, em julgado de 2017, que “[n]ão cabe o pagamento de comissão de corretagem quando, apesar da celebração de compromisso de compra e venda, a negociação se revele precária e incompleta em relação à análise dos documentos concernentes ao imóvel e ao vendedor, subordinando o pagamento do sinal à higidez das certidões cartorárias”.
Ainda no que diz respeito ao corretor de imóveis, o STJ entendeu que seu dever de informação a respeito dos riscos é bastante amplo: “[c]abe ao corretor de imóveis diligentemente se inteirar e prestar informações usuais e notórias acerca do título de domínio exibido pelo vendedor, da regularidade da cadeia dominial, da existência, ou não, de gravames reais e de ações que envolvam o vendedor e que, em tese, poderiam conduzir à ineficácia, nulidade ou anulabilidade do contrato de compra e venda”. No caso concreto, houve fraude à execução, de forma que a alienação foi declarada ineficaz. Como consequência, decidiu o STJ que “´é vultuoso o valor da causa na execução fiscal em que um deles é demandado (...) e, como não foi devidamente informado pela imobiliária, é motivo bastante para ensejar o rompimento contratual, não havendo cogitar em obrigação de pagar comissão de corretagem”.

## Deveres do incumbente

### Pagamento da Remuneração
O dever principal do incumbente – aquele que contrata o corretor – é pagar a remuneração do corretor, que tem sido amplamente chamada de “comissão”. O pagamento da remuneração do corretor não depende do pagamento integral do preço ou da execução do contrato; é devida desde que o negócio jurídico tenha se concluído. Em geral, a remuneração é fixada sob modalidade percentual, que tende a variar de 1% a 5%, computada sobre o valor do contrato agenciado ou sobre a vantagem ou proveito do incumbente. Mesmo no caso dos corretores registrados, as leis que regulam tais profissões não estipulam o valor da remuneração, sendo fundamental consulta, na dúvida, os usos e costumes do local.
A remuneração não depende, nesse sentido, do esforço despendido no exercício do seu mister: ele faz jus apenas se o negócio tiver sido realizado, ou, então, quando a contratação do negócio principal se tornar eficaz. Registre-se, porém, que a doutrina mais recente têm insistido na necessidade de uma relação de causalidade entre atividade do corretor e a conclusão do negócio jurídico. Essa doutrina tem influenciado o STJ, neste ponto, que, em 2018, julgou que “[a] mera aproximação das partes, para que se inicie o processo de negociação no sentido da compra e venda de imóvel, não justifica, por si só, o pagamento de comissão”. . Situação distinta dessa é aquela em que um corretor aproxima as partes e outro corretor conclui a negociação entre partes que foram reunidas pelo primeiro corretor. A quem se deve pagar, em tal caso, a remuneração? Segundo o STJ, em julgado de 2017, a “aproximação entre vendedor e comprador” merece também “remuneração, apesar de a venda ter sido finalizada mediante outro profissional”.
A remuneração do corretor não é afetada nem pelo arrependimento posterior das partes, nem pela eventual e futura resolução do negócio jurídico, pois “o corretor não garante o contrato”. Caso, em vez do contrato desejado, seja concluído outro contrato, nenhuma comissão é devida, segundo Caio Mário, a não ser que o mesmo resultado econômico seja obtido. No entanto, caso o contrato principal seja nulo, o corretor não tem direito à corretagem; já a mera anulabilidade só poderia ser oponível ao corretor caso este conhecesse a sua causa.
A respeito da nulidade, o STF já considerou indevida a corretagem quando uma das partes padecia de algum tipo de incapacidade: “[d]ireito à comissão não configurado, pois ao candidato à compra, na vigência da opção, faltava capacidade legal para a concretização do negócio”. No caso, tratava-se de uma sociedade de economista mista que, de acordo com o seu objeto societário, não poderia realizar aquele negócio jurídico. G. Tepedino, aprovando tal entendimento, indica outras decisões que consideraram a nulidade do negócio jurídico como impeditivo ao recebimento da remuneração do corretor. Já em relação à condição suspensiva, caso o negócio principal tenha sua eficácia condicionada, o direito do corretor à remuneração só nasce quando verificar-se a condição suspensiva, ainda que inexista norma expressa a respeito no direito brasileiro.
A remuneração, porém, não é devida se o incumbente anuncia diretamente, nem se um agenciador espontâneo se apresenta a ele, acompanhando um possível contratante. A comissão só é devida em razão do contrato, de forma que, não havendo contrato, não deve haver pagamento de comissão. Todavia, passa a ser devida se, mesmo após expiração do prazo contratual, o negócio for realizado em razão da intermediação prestada pelo corretor. Em julgado de 2009, o STJ decidiu que “[s]e após o término do prazo estipulado no contrato de corretagem vier a se realizar o negócio jurídico visado, por efeitos dos trabalhos do corretor, a corretagem ser-lhe-á devida”.
Em tese, a comissão do corretor é devida, segundo Orlando Gomes, por ambas as partes, visto que elas se aproveitam igualmente do trabalho por ele realizado para a conclusão do negócio. A obrigação de pagá-la, porém, não é solidária: entende-se existirem duas relações distintas com as partes, obrigando-se cada uma por sua quota. aso, porém, somente uma das partes tenha contratado o corretor de procurar determinado negócio, é a esta parte que cabe remunerá-lo.
Caso não haja clareza sobre esse ponto, deve-se usar os usos e costumes. Segundo Orlando Gomes, “[e]entre nós, quem paga usualmente a comissão é quem procura o corretor. Nos contratos de venda, o vendedor, raramente se aplicando o princípio da divisão ou rateio, que é, entretanto, o mais consentâneo com a lógica”. Outros autores também apontam, na dúvida, que é o vendedor quem deve pagar a corretagem. Nesse sentido, há acórdão do STF: “A comissão [de corretagem] constitui obrigação a cargo de quem incumbe a realização da corretagem. Via de regra, a comissão do corretor é devida pelo vendedor”.. O STJ, em julgado de 2015, ressaltou que a primeira questão a se analisar, para descobrir quem deve pagar a corretagem, é quem teria contratado o corretor: “[a] obrigação de pagar a comissão de corretagem é daquele que efetivamente contrata o corretor (...), seja como comprador ou como vendedor”.
A remuneração paga pela corretagem já abrange a totalidade das despesas efetuadas para o bom êxito do negócio, não sendo devida qualquer reembolso por tais despesas. Nada impede, por outro lado, que as partes estipulem em sentido contrário.
A remuneração deve ser paga pelo dono do negócio ainda que o corretor não tenha habilitação própria para funcionar como corretor – é o caso da inscrição no CRECI, por exemplo. Assim, reconhece a doutrina que “[o] fato de não ser corretor habilitado pode sujeitá-lo a sanções administrativas, mas não o inibe de receber a remuneração, sob pena de o comitente locupletar-se indevidamente à custa de seu trabalho se não pagá-la”. No mesmo sentido, já decidiu o STJ, em 2008, que “[é] possível a cobrança de valores decorrentes de intermediação exitosa para a venda de imóvel, sendo prescindível a inscrição do autor no CRECI, pois é livre o exercício do trabalho e vedado o enriquecimento ilícito do vendedor”.
G. Tepedino ressalta que as regras presentes no Código Civil a respeito da remuneração do corretor são dispositivas, de forma que elas podem ser livremente alteradas pelas partes. O autor dá alguns exemplos de formas de remuneração:
- obtenção do consenso anterior à celebração formal do contrato
- efetiva conclusão do negócio jurídico
- pelo mero desempenho diligente do corretor, o que é raríssimo.[9]

### Exclusividade e remuneração
Caso tenha sido prevista cláusula de exclusividade, a comissão é devida, mesmo que o negócio tenha sido concluído diretamente pelo incumbente. O art. 726 do Código Civil cria, porém, uma exceção a essa regra: é facultado ao incumbente demonstrar a inércia ou a ociosidade do corretor. A doutrina tende a acentuar essa regulação com a do contrato de agência (que não admite a prova de inércia ou ociosidade) como uma das distinções importantes entre os dois contratos.

### Multiplicidade de corretores
Caso o incumbente fizer uso de outros corretores que venham a auxiliá-lo, a remuneração será devida a todos na proporção prevista em contrato e, na ausência de tal estipulação, em partes iguais, conforme o art. 728, Código Civil. Neste caso, porém, é necessária “a ação de cada qual, independentemente, junto aos futuros contraentes. Em caso diverso, tratar-se-á de simples relação interna entre os corretores (...) devendo o pagamento fazer-se àquele dos corretores que tratou com as partes interessadas na realização do negócio”.
Há quem teça criticas à previsão de divisão em quotas de mesmo valor do art. 728, Código Civil, dizendo que o critério não se afigura o mais justo, especialmente nos casos em que um corretor dedica todo o seu tempo na busca da efetivação do negócio, e outro tem uma discreta discreta. Como solução, há quem defenda que se deve interpretar a determinação do art. 728, de que a remuneração seja paga a todos os corretores em partes iguais, como endereçada às hipóteses em que todos eles tenham tido participação equivalente, efetiva e decisiva, como intermediários, na conclusão do negócios, não devendo ser aplicada quando for evidente a desproporção da atuação de cada um, sob pena de configurar uma inominável injustiça.

## Extinção do contrato
Há extinção do contrato de corretagem nas seguintes hipóteses:
- Morte do corretor: O contrato se extingue pela morte do corretor.[1] Afinal, trata-se de atividade de natureza pessoal, de forma que o serviço de que se incumbe é intransmissível.[2]
- Morte do incumbente: o contrato também se extingue pela morte do incumbente.[1] Afinal, com a morte do dono do negócio, torna-se impossível a aproximação que ele iniciara.[2]
- Conclusão do negócio: Pela conclusão do negócio, o contrato se extingue, havendo, todavia, pagamento da remuneração.
- Termo final: no caso das cláusulas de exclusividade, é comum que se preveja um termo final de eficácia da cláusula, especialmente se se tratar de opção de venda.[6] Neste caso, o negócio se extingue também pela superveniência do termo final. No entanto, se o negócio for realizado após o vencimento do prazo, mas decorrer da atividade do corretor, este faz jus à remuneração, segundo o art. 727, Código Civil.[1] O STJ[27] já o reconheceu.[6] “Caso haja justa causa, nada impede que haja rescisão do contrato antes do termo final por uma das partes. Por outro lado, caso não haja termo final, a revogação pode ocorrer a qualquer momento.[2]